# Merom (Indiana)
Merom es un pueblo ubicado en el condado de Sullivan en el estado estadounidense de Indiana. En el Censo de 2010 tenía una población de 228 habitantes y una densidad poblacional de 247,98 personas por km².

## Geografía
Merom se encuentra ubicado en las coordenadas 39°3′22″N 87°34′2″O / 39.05611, -87.56722. Según la Oficina del Censo de los Estados Unidos, Merom tiene una superficie total de 0.92 km², de la cual 0.92 km² corresponden a tierra firme y (0%) 0 km² es agua.

## Demografía
Según el censo de 2010, había 228 personas residiendo en Merom. La densidad de población era de 247,98 hab./km². De los 228 habitantes, Merom estaba compuesto por el 100% blancos, el 0% eran afroamericanos, el 0% eran amerindios, el 0% eran asiáticos, el 0% eran isleños del Pacífico, el 0% eran de otras razas y el 0% pertenecían a dos o más razas. Del total de la población el 0.44% eran hispanos o latinos de cualquier raza.